# アカデミー国際長編映画賞アイルランド代表作品の一覧
アイルランドは2007年に初めてアカデミー国際長編映画賞に映画を出品した。アカデミー外国語映画賞はアメリカ合衆国の映画芸術科学アカデミー（AMPAS）が主催し、アメリカ合衆国以外の国で製作され、主要な会話が英語以外で占められた長編映画を対象としている。アイルランドは国内映画産業が繁栄しているものの、そのほとんどが英語で製作されるためにこの賞の対象となる作品は少ない。2022年度までに9本の映画が出品され、『The Quiet Girl』（2022年）がノミネートに至った。アイルランド代表作はアイリッシュ映画&テレビアカデミー（IFTA）によって選出されている。

## 代表作
1956年よりAMPASは外国語映画賞を設置し、各国のその年最高の映画を招待している。外国語映画賞委員会はプロセスを監視し、すべての応募作品を評価する。その後、委員会は5つのノミネート作品を決定するために秘密投票を行う。
| 年 （授賞式）   | 日本語題 | 出品時の英題         | 言語                   | 監督                                       | 結果       |
| --------------- | -------- | -------------------- | ---------------------- | ------------------------------------------ | ---------- |
| 2007 （第80回） |          | Kings                | アイルランド語、英語   | トミー・コリンズ                           | 落選       |
| 2011 （第84回） |          | As If I Am Not There | セルビア・クロアチア語 | ファニタ・ウィルソン                       | 落選       |
| 2014 （第87回） |          | The Gift             | アイルランド語         | トミー・コリンズ                           | 落選       |
| 2015 （第88回） | VIVA     | Viva                 | スペイン語             | パディ・ブレスナック                       | 最終選考   |
| 2017 （第90回） |          | Song of Granite      | アイルランド語         | パット・コリンズ                           | 落選       |
| 2019 （第92回） |          | Gaza                 | アラビア語             | ギャリー・キーン、アンドリュー・マッコネル | 落選       |
| 2020 （第93回） |          | Arracht              | アイルランド語         | トム・サリヴァン                           | 落選       |
| 2021 （第94回） |          | Foscadh              | アイルランド語         | シーン・ブレスナック                       | 落選       |
| 2022 （第95回） |          | The Quiet Girl       | アイルランド語         | コルム・バイレッド                         | ノミネート |